# Blå himmel
Blå himmel är en svensk film från 1955 i regi av Georg Årlin. I rollerna ses bland andra Edvard Persson, Ingeborg Nyberg och Barbro Larsson. Filmen var Årlins enda som regissör och Perssons näst sista som skådespelare.
Filmen spelades in 1955 i Europafilms studio i Sundbyberg, Skurup samt på olika platser i Malmö, bland annat Malmö museum. Produktionsledare var Björn Bergqvist, manusförfattare Henry Richter och Åke Ohlmarks och fotograf Karl-Erik Alberts och Ingvar Borild. Musiken komponerades av Harry Arnold och Nathan Görling, Wic' Kjellin klippte och Karl-Arne Holmsten agerade berättarröst. Filmen premiärvisades den 26 december 1955 på biograferna Rex och Rio i Malmö samt Saga i Stockholm. Den var 94 minuter lång, i Eastmancolor, och barntillåten.

## Historia
Filmen var Georg Årlins enda film som regissör och Edvard Persson gjorde sin näst sista filmroll. Den sista kom nästföljande år i Där möllorna gå.... När Edvard Perssons popularitet började Dala, bytte Europafilm gång på gång regissör för hans filmer i förhoppning att lyckas vända utvecklingen. Med den flititge Åke Ohlmarks som manuskriptförfattare beslöt bolaget att i film efter film låta Persson sekunderas av den nya "sångfågeln" Ingeborg Nyberg, som haft stor och bred publikframgång. Det skedde första gången mera försiktigt i En natt på Glimmingehus men i Blå himmel och framförallt den följande Där möllorna gå... var satsningen mera medveten och påfallande. Avsikten var också att fortsätta och ytterligare bygga ut detta samarbete, men därav blev genom Perssons död ingenting.

## Handling
Adjunkt Fridolf Rundquist, Ägget kallad, är en omtyckt lärare i den lilla staden Möllestad. I klassrummet bredvid härskar adjunkt Lundberg som kräver ordning och disciplin av sina elever. Han är dock intresserad av eleven Majlis, som på fritiden arbetar som servitris i moderns konditori. Han bjuder henne på bio men hon tackar artigt nej. På kvällen går hon i alla fall på bio med systern Britt. Men vid biografen möter de Lundberg. Filmen är barnförbjuden och Britt fyller 15 först om ett par dagar. Han skickar hem henne. Ilsken gör Majlis henne sällskap. Vid ett lärarkollegium är Lundberg missnöjd med Britts studieresultat. Ägget har enligt Lundberg ställt för låga krav. Rektorn delar dock inte Lundbergs uppfattning, som skickar ett brev till skolöverstyrelsen. Resultatet blir att skolan ska inspekteras av inspektör Alinder. Han lyssnar till ett förhör i Lundbergs klass. Flera elever, däribland Britt, har svårt för att svara och Alinder tar över förhöret. Genast går det bättre och Alinder blir nöjd. Han lyssnar också till ett förhör i Äggets klass och blir imponerad. Han anser att uppdraget var bortkastat, vilket han säger till Lundberg. Vid ett senare tillfälle går Lundberg förbi Ägget och trillar. När han vill ha reda på vem som satte krokben för honom hinner en liten pojke inte svara förrän Ägget tar på sig skulden. På polisstationen erkänner pojken att dådet var för att lära Lundberg en läxa och Ägget friges. Vid skolavslutningen tar Ägget och Lundberg varandra i handen som vänner.

## Rollista
- Edvard Persson – Fridolf "Ägget" Rundquist, adjunkt
- Ingeborg Nyberg – Britt Kellerman
- Barbro Larsson – Majlis Kellerman, Britts syster
- Mim Persson – fru Kellerman, Britts och Majlis mor
- Gerard Lindqvist – Lasse Janstad, flygelev
- Kenneth Bergström	– Figge, elev
- Georg Årlin – Lundberg, adjunkt
- Ragnar Klange – Teodor Wåhlin, rektor
- Stina Ståhle – fru Wåhlin
- Monica Nielsen – Wåhlins dotter
- Arne Mårtensson – "Kludden", teckningslärare
- Rune Turesson – Pinne, gymnastiklärare
- Per Hjern	– "Galoschan", kristendomslärare
- Toivo Pawlo – "Hamlet", språklärare
- Algot Larsson – Jönsson, skolvaktmästare
- Anders Frithiof – J.P. Alinder, undervisningsråd
- Börje Mellvig – kommissarien
- Astrid Bodin – fru Andersson, skolstäderska
- Kerstin Albihn – Elsa
- Kristina Andersson – Lilian
- Erling Borgshammar – Yngve
- Fred Gerle – Peter
- Bengt Larsson	– Fridolf
- Lena Larsson – Inga
- Eva Lidberg – Annika
- Barbro Persson – Lotte
- Lillemor Segerholm – Louise
- Eva Rydberg – Berit
- Jana Alexandersson – elev
- Lisa Andersson – elev
- Hans-Åke Lindelöw – elev
- Kent Malmström – elev
- Lars-Göran Månsson – elev
- Rune Olsson – elev
- Björn Sjödin – elev
- Barbro Bondesson - elev
- Michael Segerström – elev
- Gunnar Wallin	– ej identifierad roll
- Annalena Lund – ej identifierad roll
- Lena Norén – ej identifierad roll
- Gunnel Wicander -	vän till Britt

### Fotnoter
1. 1 2  ”Blå himmel”. Svensk Filmdatabas. http://sfi.se/sv/svensk-filmdatabas/Item/?itemid=4476&type=MOVIE&iv=Basic&ref=/templates/SwedishFilmSearchResult.aspx?id%3d1225%26epslanguage%3dsv%26searchword%3dbl%C3%A5+himmel%26type%3dMovieTitle%26match%3dBegin%26page%3d1%26prom%3dFalse. Läst 22 mars 2013.
2. ↑   Svensk filmografi 1950-1959. Svenska Filminstitutet. 1983. sid. 495. ISBN 91-85248-19-3